# قائمة إف إتش إم لمئة امرأة الأكثر جاذبية (المملكة المتحدة)
قائمة إف إتش إم لاكثر 100 امرأة جاذبية هي قائمة سنوية جمعت من قبل مجلة الرجالية البريطانية الشهرية إف إتش إم, القائمة تنشر كل طبعة من إصدارات إف إتش إم, العالمية تصنيفات سنوية لأكثر النساء جاذبية على قيد الحياة استنادا إلى التصويت العام والتحرير من خلال موقع المجلة الإلكتروني.
تم الإعلان قائمة لأول مرة من قبل إف إتش إم, خلال قسم على موقعهم الرسمي، FHM.com.
نشرت القائمة الأولى في عام 1995، وصوت عليها فريق مؤلف من 250 قاضيا؛ كانت الفائزة عارضة الأزياء الألمانية كلوديا شيفر.

## 100 امرأة الأكثر جاذبية
| السنة | الفائزة              | أفضل 10 | م.     |
| ----- | -------------------- | --- | ------ |
| 1995  | كلوديا شيفر          | - 1 - كلوديا شيفر - 2 - أوما ثورمان - 3 - ناستازيا كينسكي - 4 - إليزابيث هيرلي - 5 - ميشيل فايفر - 6 - تاباثا كاش - 7 - ديمي مور - 8 - داريل هانا - 9 - جولي كرستي - 10 - شيريلين فين             | [ 1 ]  |
| 1996  | جيليان أندرسون       | - 1 - جيليان أندرسون - 2 - لويز ريدناب - 3 - كاميرون دياز - 4 - تيري هاتشر - 5 - ساندرا بولوك - 6 - جينيفر أنيستون - 7 - إيمانويلي بيرت - 8 - إليزابيث هيرلي - 9 - ديمي مور - 10 - باميلا أندرسون | [ 2 ]  |
| 1997  | تيري هاتشر           | - 1 - تيري هاتشر - 2 - جينيفر أنيستون - 3 - جيليان أندرسون - 4 - لويز ريدناب - 5 - جيني مكارثي - 6 - ياسمين بليث - 7 - كاميرون دياز - 8 - جيري هالويل - 9 - كورتني كوكس - 10 - داني مينوغ         | [ 2 ]  |
| 1998  | جيني مكارثي          | - 1 - جيني مكارثي - 2 - دينيس فان أوتن - 3 - لويز ريدناب - 4 - جينيفر أنيستون - 5 - كاميرون دياز - 6 - كارمن إلكترا - 7 - كات ديلي - 8 - ميلاني سايكس - 9 - كورتني كوكس - 10 - جيليان أندرسون     | [ 3 ]  |
| 1999  | سارة ميشيل غيلار     | - 1 - سارة ميشيل غيلار - 2 - لويز ريدناب - 3 - كيلي بروك - 4 - كاثرين زيتا جونز - 5 - جيني مكارثي - 6 - جينيفر أنيستون - 7 - كاميرون دياز - 8 - غيل بورتر - 9 - كات ديلي - 10 - ميلاني سايكس      | [ 4 ]  |
| 2000  | جينيفر لوبيز         | - 1 - جينيفر لوبيز - 2 - بريتني سبيرز - 3 - سارة ميشيل غيلار - 4 - آنا كورنيكوفا - 5 - كيلي بروك - 6 - شنايا توين - 7 - كات ديلي - 8 - كاميرون دياز - 9 - لويز ريدناب - 10 - جينيفر أنيستون       | [ 4 ]  |
| 2001  | جينيفر لوبيز         | - 1 - جينيفر لوبيز - 2 - راشيل ستيفنز - 3 - بريتني سبيرز - 4 - كيلي بروك - 5 - دنيس ريتشاردز - 6 - سلمى حايك - 7 - كات ديلي - 8 - تشارليز ثيرون - 9 - كارمن إلكترا - 10 - أليسن هانيغان           | [ 5 ]  |
| 2002  | آنا كورنيكوفا        | - 1 - آنا كورنيكوفا - 2 - راشيل ستيفنز - 3 - بريتني سبيرز - 4 - جينيفر لوبيز - 5 - كيلي بروك - 6 - كايلي مينوغ - 7 - كارمن إلكترا - 8 - هولي فلانس - 9 - شاكيرا - 10 - كريستين كريوك              | [ 6 ]  |
| 2003  | هالي بيري            | - 1 - هالي بيري - 2 - هولي فلانس - 3 - بريتني سبيرز - 4 - راشيل ستيفنز - 5 - كارمن إلكترا - 6 - جينيفر لوبيز - 7 - جينيفر لوف هيويت - 8 - آنا كورنيكوفا - 9 - كايلي مينوغ - 10 - جولي بلالوك      | [ 7 ]  |
| 2004  | بريتني سبيرز         | - 1 - بريتني سبيرز - 2 - راشيل ستيفنز - 3 - بيونسيه - 4 - كارمن إلكترا - 5 - هولي فلانس - 6 - هالي بيري - 7 - جينيفر لوبيز - 8 - كاتي برايس - 9 - أنجلينا جولي - 10 - إليشا كثبيرت                | [ 8 ]  |
| 2005  | كيلي بروك            | - 1 - كيلي بروك - 2 - شيريل كول - 3 - أنجلينا جولي - 4 - ميشيل ريان - 5 - إليشا كثبيرت - 6 - بريتني سبيرز - 7 - آبي تيتموس - 8 - ساره هاردنغ - 9 - بيونسيه - 10 - شارلوت تشيرش                    | [ 9 ]  |
| 2006  | كيرا نايتلي          | - 1 - كيرا نايتلي - 2 - كيلي هازل - 3 - سكارليت جوهانسون - 4 - أنجلينا جولي - 5 - كيلي بروك - 6 - شيريل كول - 7 - بيونسيه - 8 - إيفانجلين ليلي - 9 - جيسيكا ألبا - 10 - جيسيكا سمبسون             | [ 10 ] |
| 2007  | جيسيكا ألبا          | - 1 - جيسيكا ألبا - 2 - كيلي هازل - 3 - إيفا لانغوريا - 4 - أدريانا ليما - 5 - سكارليت جوهانسون - 6 - هايدن بانتير - 7 - شيريل كول - 8 - أنجلينا جولي - 9 - إميلي سكوت - 10 - إليشا كثبيرت        | [ 11 ] |
| 2008  | ميغان فوكس           | - 1 - ميغان فوكس - 2 - جيسيكا ألبا - 3 - كيلي هازل - 4 - إليشا كثبيرت - 5 - هايدن بانتير - 6 - سكارليت جوهانسون - 7 - شيريل كول - 8 - هيلاري داف - 9 - أنجلينا جولي - 10 - كيرا نايتلي            | [ 12 ] |
| 2009  | شيريل كول            | - 1 - شيريل كول - 2 - ميغان فوكس - 3 - جيسيكا ألبا - 4 - بريتني سبيرز - 5 - كيلي هازل - 6 - أدريانا ليما - 7 - إليشا كثبيرت - 8 - كريستين كريوك - 9 - آنا فرايل - 10 - فريدا بينتو                | [ 13 ] |
| 2010  | شيريل كول            | - 1 - شيريل كول - 2 - ميغان فوكس - 3 - ماريسا ميلر - 4 - فرانكي سانفورد - 5 - كيلي هازل - 6 - كريستين ستيوارت - 7 - كيلي بروك - 8 - أدريانا ليما - 9 - جيسيكا ألبا - 10 - أبي كلانسي              | [ 14 ] |
| 2011  | روزي هنتنغتون وايتلي | - 1 - روزي هنتنغتون وايتلي - 2 - كيتي بيري - 3 - ريانا - 4 - ميغان فوكس - 5 - أوليفيا وايلد - 6 - بروكلين ديكر دانييل - 7 - ماريسا ميلر - 8 - كيلي بروك - 9 - نيكول شيرزينغر - 10 - إيرينا شايك   | [ 15 ] |
| 2012  | توليسا               | - 1 - توليسا - 2 - شيريل كول - 3 - ريانا - 4 - روزي جونز - 5 - جورجيا سالبا - 6 - كيتي بيري - 7 - ميغان فوكس - 8 - كيلي هازل - 9 - ميلا كونيس - 10 - إميلي أتاك                                   | [ 16 ] |
| 2013  | ميلا كونيس           | - 1 - ميلا كونيس - 2 - ريانا - 3 - هيلين فلاناغان - 4 - ميشيل كيغان - 5 - كيلي بروك - 6 - كالي كوكو - 7 - بيكسي لوت - 8 - كيت ابتون - 9 - شيريل كول - 10 - جورجيا سالبا                           | [ 17 ] |
| 2014  | جينيفر لورنس         | - 1 - جينيفر لورنس - 2 - ميشيل كيغان - 3 - ريانا - 4 - إميلي راتاجكوسكي - 5 - كالي كوكو - 6 - ميلا كونيس - 7 - بيونسيه - 8 - لوسي ميكلنبورغ - 9 - نيكول شيرزينغر - 10 - سكارليت جوهانسون          | [ 18 ] |
| 2015  | ميشيل كيغان          | - 1 - ميشيل كيغان - 2 - كيندال جينر - 3 - جينيفر لورنس - 4 - كيت ابتون - 5 - كارولين فلاك - 6 - أريانا غراندي - 7 - مارجوت روبي - 8 - لوسي ميكلنبورغ - 9 - إميليا كلارك - 10 - كيلي بروك          | [ 19 ] |
| 2016  | مارغو روبي           | - 1 - مارغو روبي - 2 - سكارليت جوهانسون - 3 - إميلي راتاجكوسكي - 4 - بيونسيه - 5 - جينيفر لورنس - 6 - تايلور سويفت - 7 - كيندال جينر - 8 - إميليا كلارك - 9 - سيارا - 10 - كيم كارداشيان          | [ 20 ] |
| 2017  | غال غادوت            | - 1 - غال غادوت - 2 - إميليا كلارك - 3 - أليكسيس رين - 4 - مارغو روبي - 5 - سكارليت جوهانسون - 6 - لايس ريبيرو - 7 - إميلي راتاجكوسكي - 8 - ميغان فوكس - 9 - بيونسيه - 10 - جينيفر لورنس          | [ 21 ] |